# 利松
利松（法語：Lison，法語發音：[lizɔ̃] ⓘ）是法国卡尔瓦多斯省的一个市镇，位于该省西北部，属于巴约区。

## 地理
利松（49°14'29"N, 1°2'17"W）面积10.94 平方千米，位于法国诺曼底大区卡爾瓦多斯省，该省份为法国西北部沿海省份，北濒大西洋英吉利海峡，东北与滨海塞纳省以海上边界相接，东临厄尔省，南至奧恩省，西与芒什省接壤。
与利松接壤的市镇（或旧市镇、城区）包括：卡尔蒂尼-莱皮奈、埃勒河畔圣玛格丽特、艾雷勒、埃勒河畔蒙、滨海伊西尼。

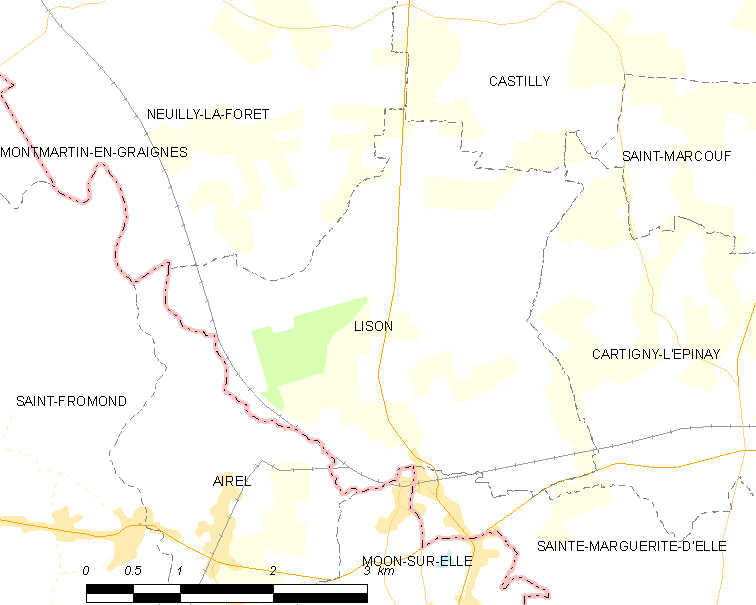
利松的OSM定位图

利松的时区为UTC+01:00、UTC+02:00（夏令时）。

## 行政
利松的邮政编码为14330，INSEE市镇编码为14367。

## 政治
利松所属的省级选区为特雷维耶尔县。

## 人口

1962-2008年间利松人口变化图示

利松于2022年1月1日时的人口数量为438人。